# 凯尔肯
凯尔肯是德国北莱茵-威斯特法伦州的一个市镇。总面积58.01平方公里，总人口12675人，其中男性6254人，女性6421人（2011年12月31日），人口密度218人/平方公里。